# Литература Ирана
Литература Ирана (перс. ادبیات ایران‎) — литература, написанная на территории современного Ирана и исторических государств на его месте. Древнеиранская литература восходит к античности, современная отсчитывается с XVI века.
Содержание термина «литература Ирана» неодинаково для различных исторических периодов, а потому — условно. Древнеиранская литература создавалась на огромной территории Иранского нагорья и прилагающих к нему областей Средней Азии многочисленными иранскими племенами и народностями. Литература средних веков, особенно IX—XV вв., включила в себя богатейшие литературно-художественные ценности, созданные иранскими народами и народами северо-западной Индии и частично Закавказья и Малой Азии, пользовавшимися персидским языком в качестве литературного.
Древняя и особенно средневековая иранская литература является общим достоянием народов, говорящих на иранских языках — персов, таджиков, афганцев, курдов и других. С 16 в., начала формирования современной иранской нации, под литературой Ирана следует понимать уже художественное творчество народов, населяющих территорию современного Ирана.

### Древняя литература
Древнеиранская письменная литературная традиция вплоть до III века представлена древними клинописными памятниками Ахеменидов, особенно Дария I и Ксеркса, а также «Авестой» — священной книгой зороастрийской религии, создававшейся в течение длительного времени.
В период правления Сасанидов существовала так называемая пехлевийская литература на языке пехлеви, а также на других среднеиранских языках: парфянском, согдийском, хорезмийском. Сохранившиеся памятники свидетельствуют о наличии в пехлевийской литературе эпических сказаний, прозаических произведений, малых форм поэзии. Следует отметить династийную хронику «Хвадай-намак» (один из основных источников «Шахнаме» Фирдоуси), «Ядгар Зареран» — сказание о богатыре Зарере и его сыне, «Драхти Асурик» («Ассирийское древо»), «Книгу деяний Ардашира Папакана», дидактический сборник «Калила ва Димна», а также сочинения религиозного и дидактического характера, связанные с манихейством. Самые ранние литературные образы на пехлевийском языке, так называемые «Пехлевийские псалтири», относятся к IV или V веку, сохранились в манускриптах VI—VII веков.

### Классическая литература
В середине VII века Иран был завоеван арабами-мусульманами и вошёл в состав Арабского халифата. Завоевания сопровождались распространением ислама, арабского языка и письменности. В то же время и на арабский язык переводятся среднеперсидские литературные памятники.
В период арабского владычества на территории Ирана на основе среднеиранских языков и арабского языка складывается новоперсидский язык. Смена языков привела к глубоким качественным изменениям в иранской литературе, обогатившейся многими элементами арабской поэтический и исламской культур. Вместе с тем эта литература сумела сохранить древнюю иранскую традицию и самобытность..

### Современная литература
Современная иранская литература (начиная с периода Конституционной революции) тесно связана с социально-политическими, культурными и литературными движениями эпохи, предшествовавшей Конституционной революции, поэтому её правильное понимание обусловлено знанием событий упомянутой эпохи. В это время при иранском дворе начали появляться европейцы, и Аббас-Мирза (наследник Фатх-Али-шаха) отправил в Европу первую группу иранских студентов. Кроме того, он предпринял ряд мер для изучения и популяризации новых достижений науки и техники. Среди упомянутых мер были учреждение типографии и издание газеты. Однако более глубокое знакомство иранцев с новой цивилизацией состоялось в эпоху правления Насер ад-Дин-шаха. После создания школы Дар аль-Фонун и дальнейшего развития литературы ряд представителей пишущей интеллигенции, в том числе Фатх-Али Ахунд-заде, Сеййед Джамаль ад-Дин Асадабади, Мирза Ага-хан Кермани, Мирза Абд ар-Рахим Талыбов, Зайн аль-Абедин Марагеи и Мирза Мальком-хан, обнародовал свои идеи в статьях, помещённых на страницах отечественных и зарубежных газет, и тем самым заложил фундамент для популяризации нового мышления. С появлением либеральных и конституционных мотивов в поэзии тоже резко усилились критические и протестные настроения. Интеллигенция составила воззвание, в котором обрушилась на классическую панегирическую придворную поэзию.
С началом эпохи Конституционной революции, когда писатели и поэты были непосредственными свидетелями и певцами свободы, язык и стиль литературы изменились. Проза стала простой и невычурной, писателей начали занимать полные свежими идеями и стилями новые виды литературы, например, романистика, драматургия, публицистика и научные литературно-исторические исследования. Язык писателей приблизился к разговорному: вместо тяжеловесного слога и древней рифмованной прозы получил распространение простой доступный стиль. Поэзия в свою очередь освободилась от оков панегирика: язык поэзии приблизился к языку простого народа, а главной темой поэтических произведений стала социальная, политическая, культурная и экономическая проблематика.

#### Проза
Хотя народный роман в персидской литературе имеет давние корни, тем не менее, современный роман распространился в Иране, начиная со второй половины XIX в. Первым иранским романом стало сочинение «Приключения Хаджи-Бабы Исфахани», написанное Мирзой Хабибом Исфахани. После этого Мохаммад-Али Джамаль-заде, Талыбов, Зайн аль-Абедин Марагеи, а также ряд других писателей начали писать романы: разумеется, труды упомянутых авторов по языку и стилистике были близки официальному литературному (а иногда и разговорному) языку каджарской эпохи. Кроме того, главной особенностью этих произведений был националистический дух и отражение в них иранской мифологии.
Конституционная революция в Иране (1906 г.), сопровождавшаяся созывом первого Меджлиса национального совета и публикацией массы газет и журналов, создала предпосылки для вызревания первого поколения современных иранских писателей. После этого (особенно вследствие широкого распространения в Иране европейских художественных произведений) в стране появился новый стиль написания романов, во главе которого встал Садек Хедаят. После Хедаята этот стиль восприняли такие писатели, как Хушанг Гольшири, Джалаль Ал-е Ахмад, Садек Чубак, Симин Данешвар, Бозорг Алави, Мохаммад Доулатабади, Али-Мохаммад Афгани и Голям-Хосейн Саэди. В творческом наследии этих авторов встречаются рассказы и повести.
После Революции современный иранский роман, главным образом, занимается критикой политического и культурного состояния общества. Современные писатели-романисты, критикуя нормы, порождённые определённым типом религиозного мышления, в основном, обращаются к двум темам. Первая — борьба традиции и модернизации, вторая — критика ряда популярных нравственных ценностей. В действительности дискурс современного иранского романа — это всё тот же дискурс Садека Хедаята, посвящённый обновлению и отсталости, который на сей раз лишён ясности. Среди выдающихся иранских романистов постреволюционного периода следует отметить Зою Пирзад, Аббаса Мааруфи, Али Моаззени, Газали Ализаде, Хосейна Санапура и Шива Арастуи.
В настоящее время термин «военная литература» прилагается по отношению к сочинениям, основным содержанием которых является Ирано-иракская война — в этом смысле их ещё называют «литературой сопротивления». К данному жанру относятся, например, «Игра в шахматы с машиной Страшного суда» Хабиба Ахмад-заде, «Поход по курсу 270 градусов» Ахмада Дехкана, «Урмия» (роман) Резы Амир-хани и «Мать» Сеййеды Захры Хосейни.
Одним из основоположников исторического романа в иранской современной литературе считается Абд-аль-Хусейн Санати-заде Кермани.

#### Поэзия
Интеллектуальный базис для новой поэзии был заложен за многие годы до Нима, поэтому для того чтобы изучить этот предмет необходимо обратиться к поэтам периода Конституционной революции. Среди них — Абу-л-Касем Лахути, Мирза Хабиб, переводчик «Хаджи-Бабы Исфахани», и Мир-заде Эшки.
Новая поэзия — это литературное движение, зародившееся на основе взглядов Нима Йушиджа. В числе поэтов, принадлежавших к этому течению, можно назвать Ахмада Шамлу, Махди Ахавана Салеса, Форуг Фаррохзад, Сохраба Сепехри, Манучехра Аташи, Тахере Саффар-заде и Махмуда Мошаррафа Азада Техрани.
Поэзия Нима сохранила размер аруза, только количество слогов перестало быть равным — оно то уменьшается, то увеличивается. А вот в белом стихе, зачинателем которого был Ахмад Шамлу, размера нет и в помине — вместо него используются словесные изображения и внутренняя музыка.
Белый стих — стиль персидской поэзии, созданный Ахмадом Шамлу в 50-х гг. XX в. В этом стиле, возникшем на основе поэзии Нима Юшиджа, не действует правило размера и рифмы — размер здесь необходимо искать в значении слов. Хотя в этом типе поэзии используется рифма, для неё не существует особых правил, и её место зависит от желания поэта. Идея Шамлу заключалась в том, что размер, аруз и рифма связывают поэту руки, снижая блеск и величественность произведения. Этот тип поэзии на Западе называют «свободным стихом» — во всей полноте его можно встретить в произведениях Мильтона и Лорки. По мнению Барахени, Шамлу заимствовал идею белого стиха из западной литературы: именно из смешения последней с мелодичной персидской прозой, особенно с «Историей» Байхаки, родился белый стих. Среди поэтов, занимавшихся белым стихом, помимо Ахмада Шамлу, можно назвать Хушанга Ирани, Шамса Лянгаруди, Резу Барахени, Сеййеда Али Салехи, Манучехра Аташи, Ахмада Резу Ахмади, Кадам-Али Сарами, Расула Йунана, Йадуллу Руйайи и Мохаммада Резу Ахмади.
Поэзия Священной обороны представляет собой массив поэтических произведений, посвящённых Ирано-иракской войне. Эта отрасль искусства Исламской революции появилась с началом Ирано-иракского конфликта и созданием вокруг него ореола героизма и огромного эмоционального накала. Примерами этого типа персидской литературы служат поэма «Книга о сражении за Кешм», роман «Сожжённая земля», а также большая часть стихов Салмана Харати и Сепиде Кашани.

#### Детская и подростковая литература
В эпоху новой литературы Ирана детская книга начинается с Джаббара Багчебана, Аббаса Йамини Шарифа и Турана Мир-Хади. Впоследствии на этом поприще весьма преуспели Самин Багчебан и Мостафа Рахмандуст. «Сказки Маджида» Хушанга Моради Кермани считаются одним из наиболее удачных произведений детской художественной литературы. В 1965 г. с целью популяризации чтения среди маловозрастных слоёв населения был создан «Клуб интеллектуального развития детей и юношества». Клуб занимается проведением выставок, фестивалей, праздников, а также раздачей книг юной аудитории. После Исламской революции этот клуб стал подразделением Министерства образования. Среди писателей, иногда обращавшихся к этой тематике, можно упомянуть Ахмада Шамлу, Надера Эбрахими и Самада Бехранги